# Wenzeslaus von Thun
Wenzeslaus von Thun und Hohenstein (Tetschen, 13 agosto 1629 – Passavia, 6 gennaio 1673) è stato un vescovo cattolico tedesco.
Dal 1664 al 1673 fu vescovo di Passavia e dal 1665 al 1673 anche vescovo di Gurk.

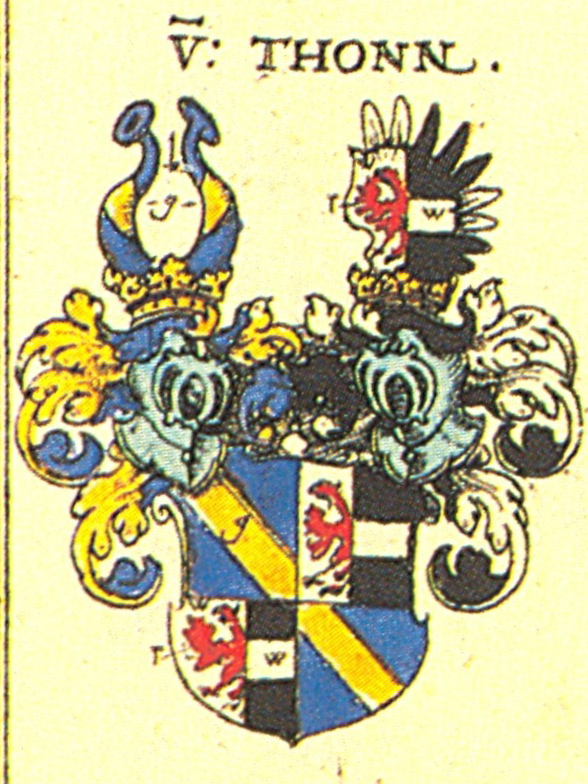
Stemma di famiglia

## Biografia
Era figlio del conte Giovanni Sigismondo Thun e della sua terza moglie, Anna Margareta Wolkenstein. Fu fratellastro di due arcivescovi di Salisburgo: Guidobaldo e Giovanni Ernesto.
La sua consacrazione sacerdotale avvenne nel 1655.
Durante l'incendio della città nel 1662 Wenzeslaus von Thun venne nominato arciprete di Passavia e si impiegò per la ricostruzione della nuova cattedrale (che era stata parzialmente distrutta proprio dall'incendio) nelle attuali forme barocche. Per questa costruzione egli assoldò Carlo Lurago, che armonizzò le parti gotiche con le nuove decorazioni barocche.
Due anni dopo, a soli 35 anni, venne nominato canonico a Salisburgo e membro del capitolo della cattedrale di Passavia.
Alla morte di Carlo Giuseppe d'Austria, il 27 marzo 1664, Wenzeslaus von Thun venne nominato vescovo di Passavia, il 20 aprile di quello stesso anno.
Il 10 agosto del 1665 venne anche scelto per assurgere alla cattedra episcopale di Gurk.
Si dedicò completamente al restauro della cattedrale ed alla riparazione dei danni provocati dalla Guerra dei Trent'anni. Inoltre si fece promotore di una pesante controversia con i gesuiti di Passavia.
Wenzeslaus von Thun fu anche il primo vescovo di Passavia ad essere sepolto nella nuova cripta dei vescovi, da lui fatta costruire sotto la cattedrale. Un monumento a lui dedicato per l'operato relativo alla cattedrale, è ancora oggi visibile al fianco dell'altare maggiore.

## Genealogia episcopale e successione apostolica
La genealogia episcopale è:
- Cardinale Scipione Rebiba
- Cardinale Giulio Antonio Santori
- Cardinale Girolamo Bernerio, O.P.
- Arcivescovo Galeazzo Sanvitale
- Cardinale Ludovico Ludovisi
- Cardinale Marco Antonio Gozzadini
- Cardinale Ernesto Adalberto d'Harrach
- Cardinale Guidobald von Thun und Hohenstein
- Vescovo Wenzeslaus von Thun und Hohenstein

La successione apostolica è:
- Vescovo Sebastian Johann von Pötting (1665)
- Vescovo Jodok Brendt Hopner (1670)